# Cathalijne Hoolwerf
Cathalijne Hoolwerf (26 februari 2000) is een Nederlandse wielrenster. Zij is de jongere zuster van oud-schaatser Willem Hoolwerf.
Hoolwerf begon bij WV Eemland, en reed tot 2022 bij NXTG Racing